# Ilhéu de Cima (Cabo Verde)
Ilhéu de Cima é um ilhéu pertencente ao grupo dos Ilhéus Secos, parte do concelho da Brava no arquipélago de Cabo Verde. O ilhéu não é habitado e encontra-se classificado como reserva natural protegida.
Situa-se a quatro quilómetros a este do ilhéu mais próximo, o Ilhéu Grande e a oito quilómetros a noroeste da Brava.

## Ilhas próximas
- Ilhéu Grande, oeste
- Fogo, sudeste
- Brava, sul

## Ilhéus
O Ilhéu de Cima está rodeado por outros três ilhéus:
- Ilhéu Luís Carneiro (ou Luíz Carneiro)
- Ilhéu Sapado
- Ilhéu do Rei